# Juan Luis de las Rivas
Juan Luis de las Rivas Sanz (Logroño, 1960) es un arquitecto urbanista español especialista en planeamiento territorial urbanístico y paisaje sostenible.

## Trayectoria
De las Rivas estudió arquitectura y es arquitecto por la Universidad de Navarra desde 1984, y doctor arquitecto desde 1988 por esa misma universidad. Desarrollado su investigación y docencia en el ámbito del urbanismo y ordenación del territorio, asignatura de la que es profesor en la escuela de arquitectura de la Universidad de Valladolid. Fue director del Instituto Universitario de Urbanística (IUU) de la Universidad de Valladolid. Como docente internacional ha sido profesor invitado en el Politécnico de Milán, la Universidad Iberoamericana Puebla, la universidad de Texas en Austin, o la Universidad Central de Venezuela entre otras. Es catedrático de la Universidad de Valladolid desde 2015.
Trabaja como profesional en planificación territorial a escala regional y urbana, temática en la que también realiza investigaciones con diferentes equipos e instituciones como el IUU. De las Rivas es autor de publicaciones, artículos de investigación y libros. Entre los libros destacar El espacio como lugar o el escrito en colaboración con Alfonso Vegara, Territorios Inteligentes.
Coordina y edita publicaciones como el Atlas de Conjuntos Históricos de Castilla y León o la edición del libro Proyectar con la Naturaleza de Ian McHarg, en castellano.
En 2002 recibió el Gran Premio Europeo de Planificación Regional y Urbana de la ECTP (European Council of Town Planners) por el trabajo desarrollado en las Directrices Territoriales para Valladolid y entorno. En 2003 obtuvo el Premio Gubbio.
Desde 2013 es vocal del consejo de medio ambiente, urbanismo y ordenación del territorio y colaborador con instituciones como el comité hábitat español de Naciones Unidas.

## Obras seleccionadas
- 2013 Políticas urbanas aplicadas a los conjuntos históricos, logros y fracasos: hacia una propuesta de rehabilitación urbana como alternativa al modelo inmobiliario extensivo, en colaboración con Víctor Pérez Eguiluz, Alfonso Álvarez Mora, María Castrillo Romón, Luis Santos y Ganges, Marina Jiménez Jiménez, José Luis Lalana Soto, Enrique Rodrigo González, Universidad de Valladolid, Instituto Universitario de Urbanística, ISBN: 978-84-695-8862-8.[9]
- 2018 Morfologías normativas: tácticas de ordenación en los pequeños municipios de Castilla y León, en colaboración con Enrique Rodrigo y Miguel Fernández Maroto, editado por el Instituto Universitario de Urbanística (IUU) de la Universidad de Valladolid.[10]